# Is Everybody Listening?
Is Everybody Listening? es un álbum en directo del grupo británico Supertramp, publicado por la compañía discográfica Pilot Records en noviembre de 2001. El álbum recoge un concierto de la gira de 1975, posterior al lanzamiento de Crime of the Century (1974), acreditado en Cleveland (Ohio), aunque en realidad la grabación fue realizada en el Hammersmith Odeon de Londres el 9 de marzo de 1975. 
El álbum recoge todas las canciones de Crime of the Century junto a varios temas —«Sister Moonshine», «Just a Normal Day», «Another Man's Woman» y «Lady» — del hasta entonces aun inédito Crisis? What Crisis?. Ray Staff remasterizó la grabación original del álbum como parte de la reedición de Crime of the Century, publicada en diciembre de 2014.

## Lista de canciones
Todas las canciones escritas y compuestas por Rick Davies y Roger Hodgson. 
| N.º | Título                      | Voz principal    | Duración |  |
| 1.  | «School»                    | Hodgson y Davies | 6:17     |  |
| 2.  | «Bloody Well Right»         | Davies           | 6:50     |  |
| 3.  | «Hide in Your Shell»        | Hodgson          | 6:52     |  |
| 4.  | «Asylum»                    | Davies           | 7:05     |  |
| 5.  | «Sister Moonshine»          | Hodgson          | 5:21     |  |
| 6.  | «Just a Normal Day»         | Davies           | 4:09     |  |
| 7.  | «Another Man's Woman»       | Davies           | 7:47     |  |
| 8.  | «Lady»                      | Hodgson          | 8:58     |  |
| 9.  | «Dreamer»                   | Hodgson          | 3:30     |  |
| 10. | «Rudy»                      | Davies           | 7:25     |  |
| 11. | «If Everyone Was Listening» | Hodgson          | 4:35     |  |
| 12. | «Crime of the Century»      | Davies           | 6:08     |  |

## Personal
| Supertramp - Rick Davies: voz y teclados - John Helliwell: saxofón, clarinete, teclados y coros - Roger Hodgson: voz, guitarra y teclados - Bob Siebenberg: batería y percusión - Dougie Thomson: bajo y coros | Equipo técnico - Carlton P. Sandercock: coordinador del proyecto - Christian Thompson: diseño y fotografía - Rick Walton: fotografía - John Kirkamn: notas del álbum |